# Mendík

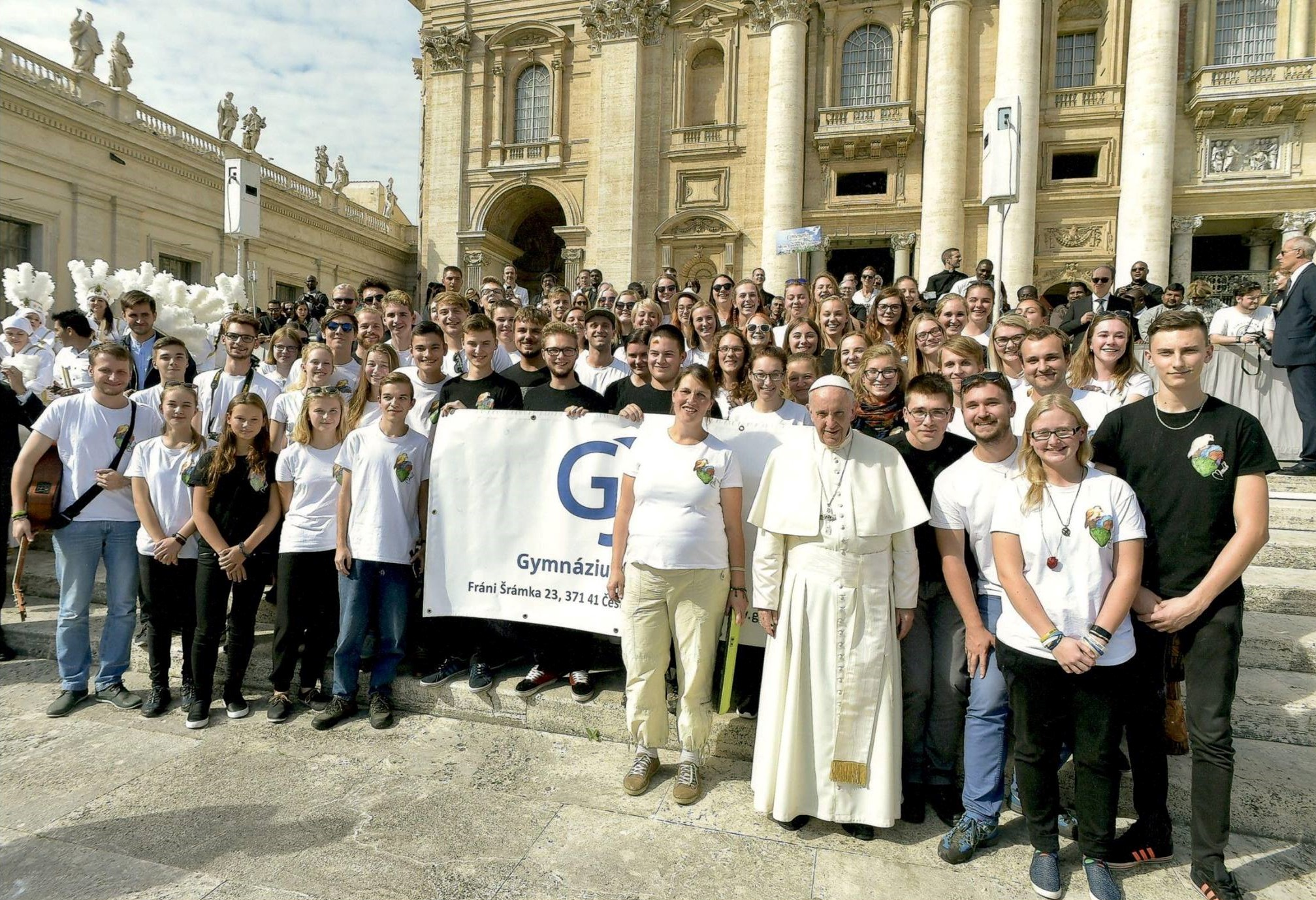
Mendík na generální audienci u papeže Františka 27. září 2017.

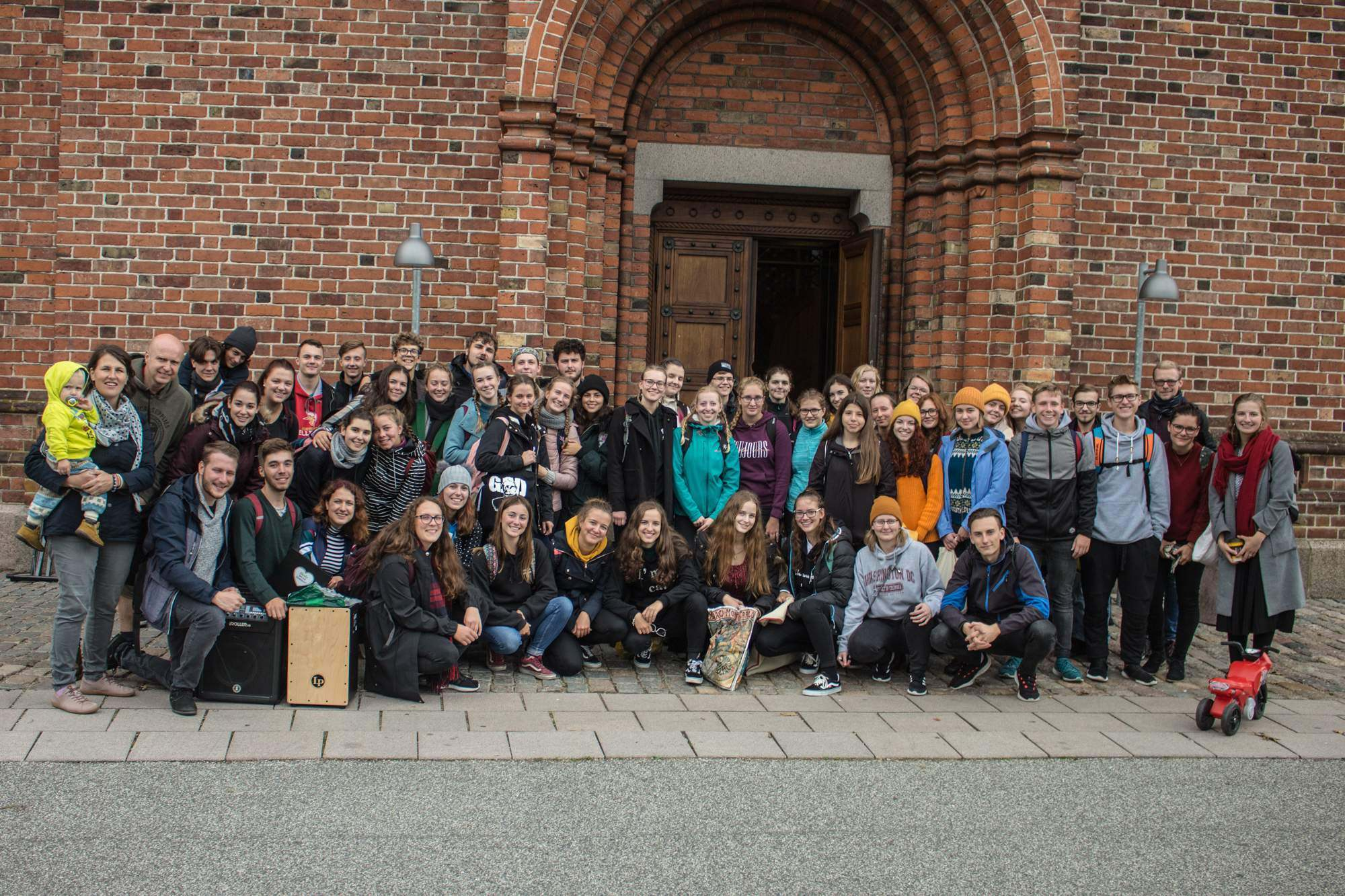
Zahraniční výjezd sboru do dánského Ringstedu 25. září 2019.

Mendík je smíšený pěvecký sbor Gymnázia Jana Valeriána Jirsíka v Českých Budějovicích. 

## Historie
Sbor byl založen na podzim roku 1989 sbormistryní a profesorkou Gymnázia Jana Valeriána Jirsíka Ludmilou Dvořákovou. Od jeho založení jej tvoří studenti (dívky i chlapci) ze všech tříd osmiletého i čtyřletého gymnázia. Jeho název je odvozen od středověkého pojmenování žebravého studenta vydělávajícího si na studia zpěvem.
Jedno z jeho prvních vystoupení se konalo v rámci akcí navazujících na události 17. listopadu 1989, jež organizoval stávkový výbor vedený tehdejším profesorem gymnázia a pozdějším politikem Janem Zahradníkem a Občanským fórem. 
2. října 1993 u příležitosti 125. výročí založení gymnázia vystoupil sbor na slavnostním znovuodhalení sochy zakladatele gymnázia Jana Valeriána Jirsíka, jejímž autorem je Josef Václav Myslbek a poprvé byla odhalena dne 28. září 1926, nicméně  po obsazení Českých Budějovic německými okupačními jednotkami a ustavení německé správy nad městem byla socha stržena a roztavena. 
Sbor sám každoročně pořádá dva školní koncerty – jarní, na kterém se loučí odcházející maturanti, a adventní koncert před Vánoci. Sbor také vystupuje na tradičním slavnostním vítání studentů prvních ročníků gymnázia, které se koná v Kostele svatého Václava, jenž se nachází vedle původní budovy gymnázia. 
Sbor se také účastní mnoha festivalů a soutěží, nejen v tuzemsku, ale také např. na Slovensku, v Německu, Rakousku, Dánsku, Moldávii, Polsku a pořádá tradiční výjezdy za krajany do srbské i rumunské části Banátu. 

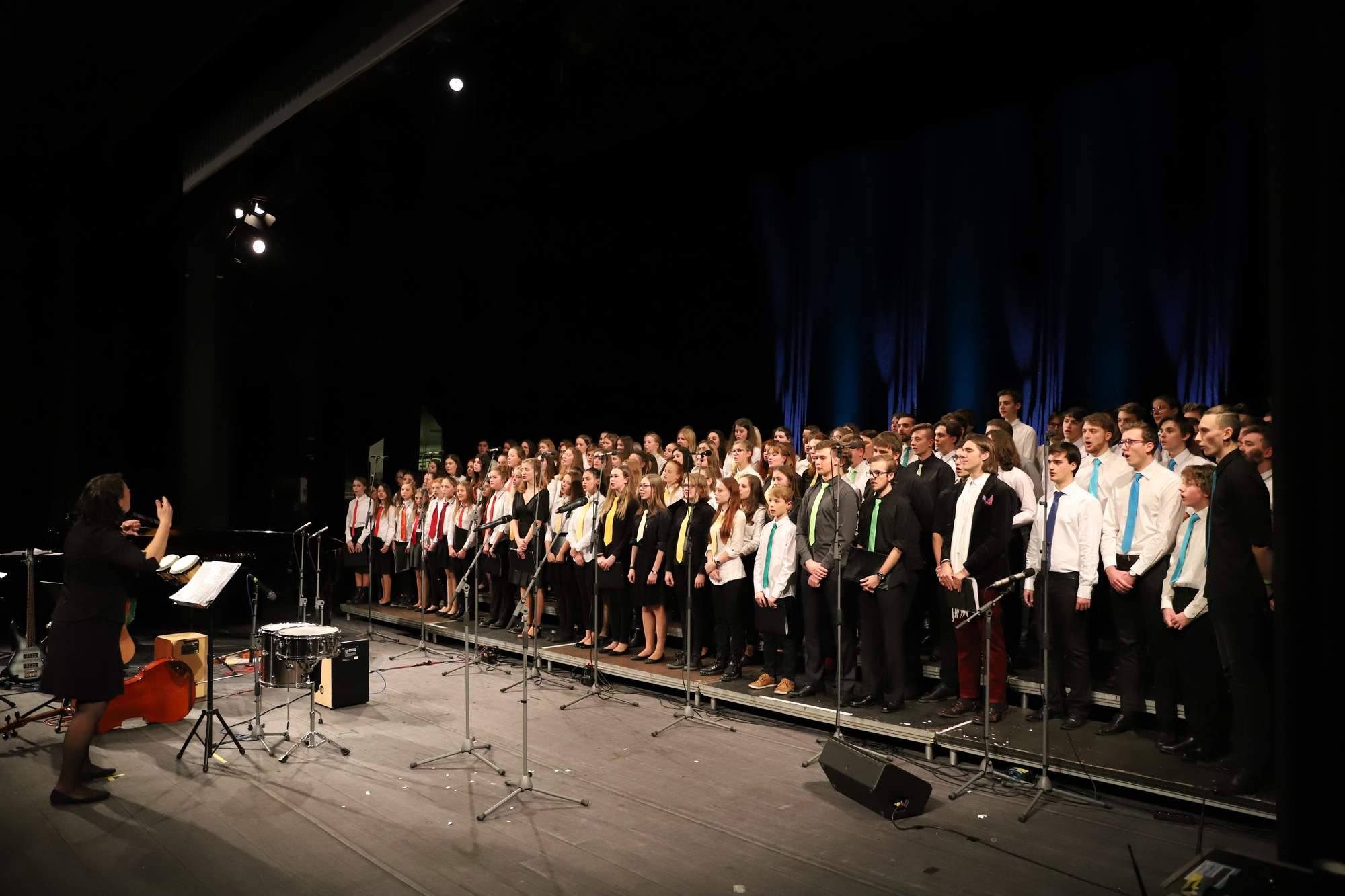
Koncert ke 30. výročí založení SPS Mendík 30. listopadu 2019.

V roce 2002 nahrál sbor první celozpívané CD.  
V roce 2006 obdržel sbor zlaté pásmo na soutěži gymnaziálních sborů Gymnasia Cantant. V roce 2009 dále získal stříbrné pásmo na mezinárodní soutěži pěveckých sborů Canto sul Garda v italské Riva del Garda.
Od roku 2012 je sbormistryní sboru profesorka gymnázia Olga Thámová.
V roce 2017 zazpíval sbor na pozvání Josefa Prokeše a českého velvyslance ve Vatikánu Pavla Vošalíka u příležitosti svátku Sv. Václava na generální audienci u papeže Františka.
Z absolventů sboru vzniklo např. také pěvecké uskupení Rudolfiiinum nebo komorní pěvecké sdružení Abwun.
Ve školním roce 2019/2020 navštěvovalo pěvecký sbor přibližně 90 studentů.